# Aérodrome d'Eday
L'aéroport d'Eday (code IATA : EOI • code OACI : EGED) est situé à Eday dans les Orcades, en Écosse. Proche de la Bay of London, il est appelé localement Aéroport de Londres.

## Situation

### Carte des aéroports d'Écosse
| Aberdeen Barra Benbecula Campbeltown Colonsay Dundee Eday Édimbourg Fair Isle Foula Glasgow Glasgow-Prestwick Inverness Islay Kirkwall North Ronaldsay Oban Papa Westray Sanday Stornoway Stronsay Sumburgh Tingwall Tiree Westray Wick |

### Carte des aéroports des Orcades
| Eday Islay North Ronaldsay Papa Westray Sanday Stronsay Westray Kirkwall |

## Compagnies aériennes et destinations
| Compagnies | Destinations              |
| ---------- | ------------------------- |
| Loganair   | Kirkwall, North Ronaldsay |